# 마리 튀소

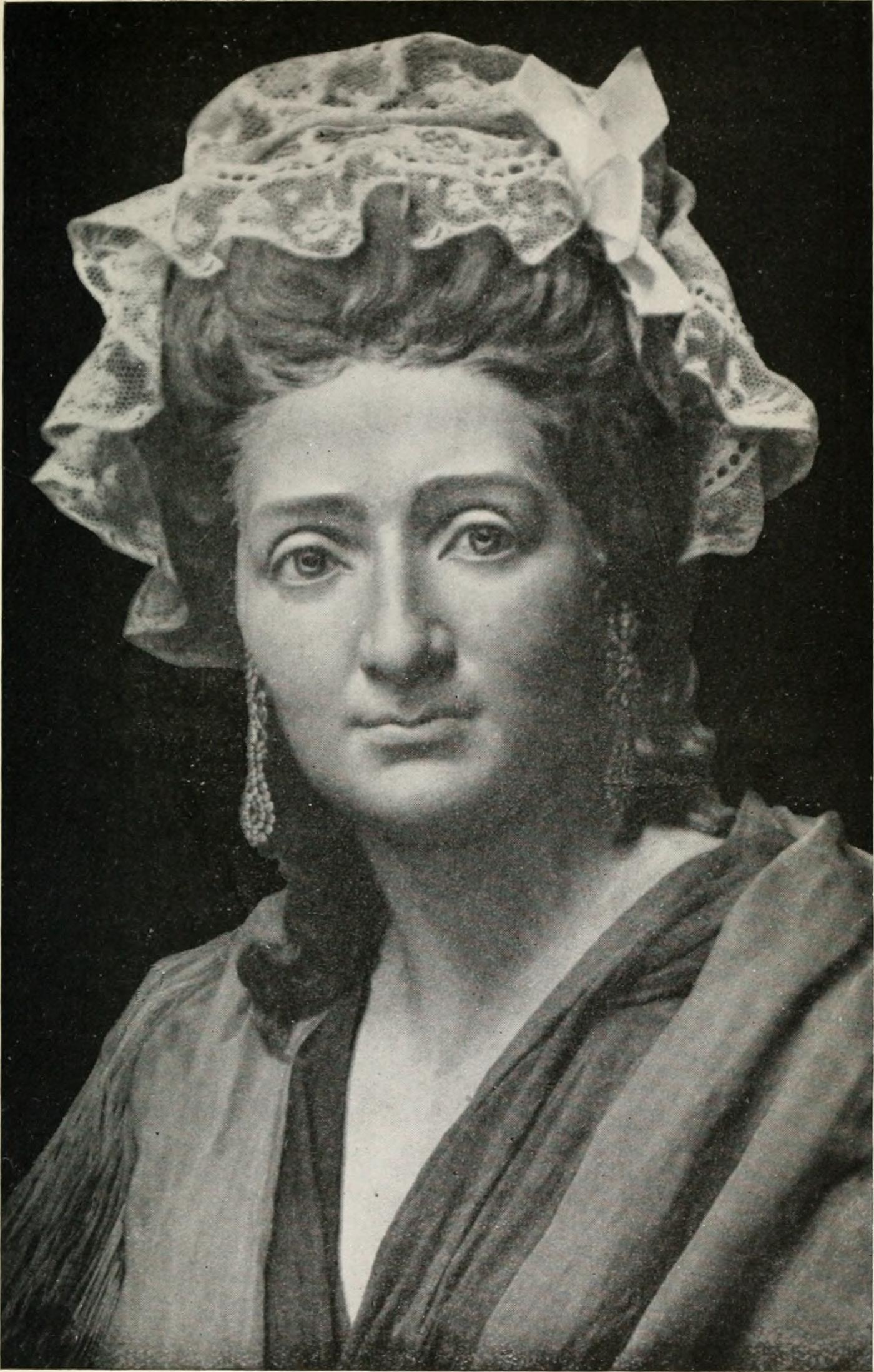

마리 튀소(Marie Tussaud), 마리 투소, 마담 투소(Madame Tussaud, 다른 이름: 안나 마리아 "마리" 투소, 1761년 12월 1일 – 1850년 4월 16일)는 밀랍 인형과 그녀가 운영하는, 런던에서 설립된 밀랍 박물관인 마담 투소로 유명한 프랑스 예술가였다.

## 생애
마리 투소는 1761년 12월 1일 프랑스 스트라스부르에서 태어났다. 그녀의 아버지 조셉 그로숄츠(Joseph Grosholtz)는 마리가 태어나기 불과 두 달 전에 7년 전쟁에서 사망했다. 그녀가 여섯 살이었을 때 그녀의 어머니 앤 마리 왈더(Anne-Marie Walder)는 그녀를 스위스 베른으로 데려갔다. 그곳에서 가족은 지역 의사 필립 쿠르티우스(Philippe Curtius, 1741–1794)의 집으로 이사했고 앤 마리는 가정부로 일했다.
쿠르티우스는 왁스 모델링에 능숙했다. 그는 처음에는 해부학을 설명하기 위해 이 재능을 사용했지만 나중에 초상화에 사용했다. 그는 1765년 파리로 이주하여 캐비닛 드 포트레이트 엔 씨레(Cabinet de Portraits En Cire, 밀랍 초상화 회사)를 설립했다. 그 해에 그는 루이 15세의 마지막 여주인인 마담 뒤 배리(Madame du Barry)의 밀랍 세공품을 만들었으며, 이는 현재 전시되어 있는 가장 오래된 밀랍 세공품이다. 1년 후, 투소와 그녀의 어머니는 파리에서 쿠르티우스에 합류했다. 쿠르티우스의 밀랍 세공품에 대한 첫 번째 전시회는 1770년에 열렸으며 많은 군중의 관심을 끌었다. 1776년 전시회는 팔레 루아얄로 옮겨졌고, 1782년 쿠르티우스는 대로 뒤 템플(Boulevard du Temple에 Tussaud)의 챔버 오브 호러스(Chamber of Horrors)의 전신인 Caverne des Grands Voleurs(대도둑의 동굴)라는 두 번째 전시회를 열었다.